# كارلوس (ممثل)
كارلوس (بالفرنسية: Carlos)‏ هو مقدم برامج إذاعية ومغني وممثل فرنسي، ولد في 20 فبراير 1943 بباريس في فرنسا، وتوفي في 17 يناير 2008 في فرنسا بسبب سرطان.

## وصلات خارجية
- كارلوس على موقع IMDb (الإنجليزية)
- كارلوس على موقع روتن توميتوز (الإنجليزية)
- كارلوس على موقع ألو سيني (الفرنسية)
- كارلوس على موقع ميوزك برينز (الإنجليزية)
- كارلوس على موقع أول ميوزيك (الإنجليزية)
- كارلوس على موقع أول ميوزيك (الإنجليزية)
- كارلوس على موقع ديسكوغز (الإنجليزية)
- كارلوس على موقع قاعدة بيانات الفيلم (الإنجليزية)